# 沃莱地区圣迪迪耶
沃莱地区圣迪迪耶（法語：Saint-Didier-en-Velay，法語發音：[sɛ̃ didje ɑ̃ vəlɛ]），或纯音译作圣迪迪耶昂沃莱，是法国上卢瓦尔省的一个市镇，位于该省东北部，属于伊桑若区。

## 地理
沃莱地区圣迪迪耶（45°18'10"N, 4°16'31"E）面积25.56 平方千米，位于法国奥弗涅-罗讷-阿尔卑斯大区上盧瓦爾省，该省份为法国中南部省份，北起多姆山省和卢瓦尔省，西接康塔爾省，南至洛泽尔省，东临阿尔代什省。
与沃莱地区圣迪迪耶接壤的市镇（或旧市镇、城区）包括：蓬萨洛蒙、圣费雷奥勒多鲁尔、圣瑞斯特马尔蒙、圣帕勒德蒙、圣西戈莱娜、圣维克托马莱斯库尔、瑟梅讷河畔拉塞欧沃。
沃莱地区圣迪迪耶的时区为UTC+01:00、UTC+02:00（夏令时）。

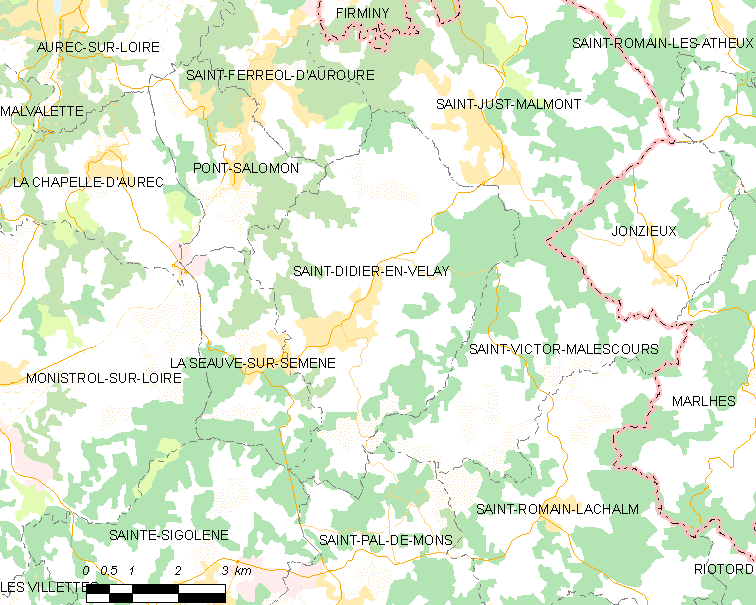
沃莱地区圣迪迪耶的OSM定位图

## 行政
沃莱地区圣迪迪耶的邮政编码为43140，INSEE市镇编码为43177。

## 政治
沃莱地区圣迪迪耶所属的省级选区为双河与谷地县。

## 交通
上卢瓦尔省省道D6线、D12线、D23线、D45线和D500线经过境内。

## 人口

1962-2008年间沃莱地区圣迪迪耶人口变化图示

沃莱地区圣迪迪耶于2022年1月1日时的人口数量为3502人。